# Temporada da ProA de 2018–19
A Temporada 2018-19 da ProA foi a 12ª edição da competição de secundária do basquetebol masculino da Alemanha segundo sua piramide estrutural. É organizada pela 2.Bundesliga GmbH sob as normas da FIBA.

## Clubes Participantes
Ingressam nesta temporada o rebaixado da BBL, WALTER Tigers Tübingen, Artland Dragons e FC Schalke 04 assumindo as vagas de Scanplus Baskets (não se inscreveu) e Oettinger Rockets (rebaixado da BBL que não ingressou na liga) respectivamente. Além destes o RheinStars Köln optou voluntariamente pelo descenso, abrindo vaga para o Ehingen Urspring que havia sido antepenúltimo colocado na temporada anterior.
| Clube                       | Cidade               |
| --------------------------- | -------------------- |
| Artland Dragons             | Quakenbrück          |
| Baunach Youg Pikes          | Bamberga             |
| Hamburg Towers              | Hamburgo             |
| Hebeisen White Wings        | Hanau                |
| PS Kalsruhe Lions           | Carlsrue             |
| MLP Academics Heidelberg    | Edelberga            |
| Niners Chemnitz             | Chemnitz             |
| Nürnberg Falcons            | Nuremberga           |
| Phoenix Hagen               | Hagen                |
| Ehingen Urspring            | Ehingen              |
| RÖMERSTROM Gladiators Trier | Tréveris             |
| Kirchheim Knights           | Kirchheim unter Teck |
| Rostock Seawolves           | Rostoque             |
| FC Schalke 04               | Gelsenkirchen        |
| Uni baskets Paderborn       | Paderborn            |
| Tigers Tübingen             | Tubinga              |

|  |                                          |
|  | Promovidos da ProB na temporada anterior |
|  | Rebaixados da BBL na temporada anterior  |

## Temporada Regular

### Tabela de Classificação
| Pos. | Clube                       | J  | V  | D  | Pts. | PF    | PC   | Dif. | Classificação        |
| ---- | --------------------------- | -- | -- | -- | ---- | ----- | ---- | ---- | -------------------- |
| 1    | Niners Chemnitz             | 30 | 24 | 6  | 48   | 2513  | 2303 | 210  | Playoffs             |
| 2    | MLP Academics Heidelberg    | 30 | 19 | 11 | 38   | 2.371 | 2210 | 161  | Playoffs             |
| 3    | Nürnberg Falcons            | 30 | 19 | 11 | 38   | 2.341 | 2244 | 97   | Playoffs             |
| 4    | Hamburg Towers              | 30 | 19 | 11 | 38   | 2498  | 2279 | 219  | Playoffs             |
| 5    | Rostock Seawolves           | 30 | 18 | 12 | 36   | 2.394 | 2333 | 61   | Playoffs             |
| 6    | RÖMERSTROM Gladiators Trier | 30 | 17 | 13 | 34   | 2.373 | 2436 | -63  | Playoffs             |
| 7    | Team Ehingen Urspring       | 30 | 17 | 13 | 34   | 2.547 | 2436 | 111  | Playoffs             |
| 8    | PS Kalsruhe Lions           | 30 | 16 | 14 | 32   | 2416  | 2363 | 53   | Playoffs             |
| 9    | Tigers Tübingen             | 30 | 15 | 15 | 30   | 2570  | 2580 | -10  |                      |
| 10   | Phoenix Hagen               | 30 | 15 | 15 | 30   | 2469  | 2413 | 56   |                      |
| 11   | Artland Dragons             | 30 | 14 | 16 | 28   | 2411  | 2448 | -37  |                      |
| 12   | VfL Kirchheim Knights       | 30 | 14 | 16 | 28   | 2256  | 2268 | -12  |                      |
| 13   | Uni baskets Paderborn       | 30 | 10 | 20 | 20   | 2372  | 2520 | -148 |                      |
| 14   | FC Schalke 04               | 30 | 9  | 21 | 18   | 2208  | 2360 | -152 |                      |
| 15   | Ebbecke White Wings Hanau   | 30 | 8  | 22 | 16   | 2260  | 2473 | -213 | Rebaixados para ProB |
| 16   | Baunach Youg Pikes          | 30 | 6  | 24 | 12   | 2177  | 2510 | -333 | Rebaixados para ProB |

### Partidas
| Casa\Visitante              | ART    | BAU    | EHI     | FCS    | HAM     | EBB     | KAL    | MLP     | NIN    | NUR   | PHO    | TRI     | KIR    | ROS   | UNI   | TIG    |
| --------------------------- | ------ | ------ | ------- | ------ | ------- | ------- | ------ | ------- | ------ | ----- | ------ | ------- | ------ | ----- | ----- | ------ |
| Artland Dragons             |        | 98-76  | 81-72   | 73-77  | 73-80   | 111-56  | 78-67  | 71-83   | 103-96 | 78-84 | 79-71  | 87-88   | 101-85 | 78-90 | 68-65 | 98-94  |
| Baunach Youg Pikes          | 94-85  |        | 80-102  | 72-71  | 61-86   | 85-58   | 75-66  | 60-83   | 73-76  | 72-76 | 67-75  | 112-115 | 72-86  | 64-78 | 89-85 | 76-85  |
| Team Ehingen Urspring       | 85-83  | 88-71  |         | 88-76  | 70-83   | 91-67   | 93-72  | 92-79   | 74-88  | 90-77 | 81-83  | 89-81   | 86-84  | 77-80 | 96-85 | 104-91 |
| FC Schalke 04               | 89-52  | 80-77  | 71-68   |        | 99-90   | 86-80   | 81-75  | 54-69   | 63-76  | 74-82 | 72-86  | 64-66   | 74-80  | 58-75 | 64-77 | 79-91  |
| Hamburg Towers              | 89-76  | 109-66 | 105-81  | 69-66  |         | 91-55   | 80-72  | 66-72   | 77-80  | 75-69 | 64-77  | 108-62  | 80-74  | 83-69 | 95-68 | 103-80 |
| Ebbecke White Wings         | 88-90  | 88-58  | 71-88   | 84-80  | 82-68   |         | 79-80  | 74-64   | 68-73  | 67-86 | 80-84  | 81-66   | 58-67  | 73-75 | 78-83 | 85-90  |
| PS Kalsruhe Lions           | 84-64  | 80-61  | 91-85   | 82-59  | 75-80   | 85-75   |        | 85-82   | 82-100 | 86-70 | 87-85  | 71-72   | 75-82  | 92-76 | 67-49 | 89-71  |
| MLP Academics Heidelberg    | 101-79 | 61-70  | 85-81   | 75-64  | 85-70   | 79-89   | 88-78  |         | 85-70  | 71-79 | 87-66  | 78-82   | 79-74  | 81-82 | 73-65 | 88-73  |
| Niners Chemnitz             | 75-84  | 88-71  | 84-73   | 82-78  | 90-79   | 100-81  | 79-76  | 78-65   |        | 95-97 | 69-84  | 89-81   | 88-71  | 68-88 | 79-67 | 104-68 |
| Nürnberg Falcons            | 79-66  | 69-66  | 63-80   | 79-65  | 89-83   | 94-63   | 96-64  | 56-78   | 66-71  |       | 81-93  | 61-81   | 80-72  | 73-76 | 69-77 | 73-55  |
| Phoenix Hagen               | 64-67  | 85-63  | 79-81   | 112-77 | 84-70   | 76-82   | 87-94  | 78-72   | 77-83  | 81-87 |        | 90-92   | 86-90  | 77-87 | 83-82 | 89-101 |
| RÖMERSTROM Gladiators Trier | 91-78  | 93-85  | 75-66   | 81-82  | 78-63   | 55-95   | 87-82  | 59-67   | 72-82  | 70-86 | 76-73  |         | 84-77  | 82-74 | 79-87 | 77-86  |
| VfL Kirchheim Knights       | 60-67  | 77-53  | 78-71   | 81-76  | 65-80   | 87-73   | 87-79  | 68-81   | 60-66  | 68-62 | 61-76  | 62-72   |        | 68-69 | 75-74 | 81-94  |
| Rostock Seawolves           | 79-85  | 94-82  | 75-87   | 84-82  | 68-74   | 86-55   | 74-80  | 77-69   | 76-87  | 65-76 | 97-98  | 79-85   | 85-82  |       | 82-83 | 78-70  |
| Uni baskets Paderborn       | 87-79  | 91-70  | 100-113 | 59-81  | 89-98   | 85-74   | 69-77  | 101-107 | 84-99  | 72-86 | 71-83  | 93-90   | 73-78  | 81-92 |       | 81-76  |
| Tigers Tübingen             | 99-79  | 82-56  | 94-87   | 95-66  | 104-100 | 110-101 | 94-100 | 69-84   | 80-98  | 82-92 | 113-87 | 89-81   | 54-76  | 83-84 | 97-84 |        |

## Playoffs
|  | Quartas de final | Quartas de final            | Quartas de final |                  |   | Semifinais               | Semifinais | Semifinais |  |  | Final | Final          | Final |
|  |                  |                             |                  |                  |   |                          |            |            |  |  |       |                |       |
|  |                  |                             |                  |                  |   |                          |            |            |  |  |       |                |       |
|  | 1                | Niners Chemnitz             | 3                |                  |   |                          |            |            |  |  |       |                |       |
|  | 8                | PS Kalsruhe Lions           | 0                |                  |   |                          |            |            |  |  |       |                |       |
|  | 8                | PS Kalsruhe Lions           | 0                |                  |   | Niners Chemnitz          | 2          |            |  |  |       |                |       |
|  |                  |                             |                  |                  |   | Niners Chemnitz          | 2          |            |  |  |       |                |       |
|  |                  |                             | Hamburg Towers   | 3                |   |                          |            |            |  |  |       |                |       |
|  | 4                | Hamburg Towers              | Hamburg Towers   | 3                | 3 |                          |            |            |  |  |       |                |       |
|  | 4                | Hamburg Towers              |                  |                  | 3 |                          |            |            |  |  |       |                |       |
|  | 5                | Rostock Seawolves           | 1                |                  |   |                          |            |            |  |  |       |                |       |
|  |                  |                             |                  |                  |   |                          |            |            |  |  |       | Hamburg Towers | 1     |
|  |                  |                             |                  | Nürnberg Falcons | 1 |                          |            |            |  |  |       |                |       |
|  | 2                | MLP Academics Heidelberg    | 3                |                  |   |                          |            |            |  |  |       |                |       |
|  | 7                | Ehingen Urspring            | 0                |                  |   |                          |            |            |  |  |       |                |       |
|  | 7                | Ehingen Urspring            | 0                |                  |   | MLP Academics Heidelberg | 1          |            |  |  |       |                |       |
|  |                  |                             |                  |                  |   | MLP Academics Heidelberg | 1          |            |  |  |       |                |       |
|  |                  |                             | Nürnberg Falcons | 3                |   |                          |            |            |  |  |       |                |       |
|  | 3                | Nürnberg Falcons            | Nürnberg Falcons | 3                | 3 |                          |            |            |  |  |       |                |       |
|  | 3                | Nürnberg Falcons            |                  |                  | 3 |                          |            |            |  |  |       |                |       |
|  | 6                | RÖMERSTROM Gladiators Trier | 0                |                  |   |                          |            |            |  |  |       |                |       |

#### Quartas de final
| Time 1                   | Série | Time 2                      | 1º Jogo | 2º Jogo | 3º Jogo | 4º Jogo | 5º Jogo |
| ------------------------ | ----- | --------------------------- | ------- | ------- | ------- | ------- | ------- |
| Niners Chemnitz          | 3 - 0 | PS Kalsruhe Lions           | 89-77   | 88-77   | 86-75   |         |         |
| Hamburg Towers           | 2 - 1 | Rostock Seawolves           | 79-64   | 79-94   | 84-74   | 91-85   |         |
| MLP Academics Heidelberg | 3 - 0 | Team Ehingen Urspring       | 75-66   | 90-79   | 89-64   |         |         |
| Nürnberg Falcons         | 3 - 0 | RÖMERSTROM Gladiators Trier | 92-74   | 84-72   | 91-64   |         |         |

#### Semifinal
| Time 1                   | Série | Time 2           | 1º Jogo | 2º Jogo | 3º Jogo | 4º Jogo | 5º Jogo |
| ------------------------ | ----- | ---------------- | ------- | ------- | ------- | ------- | ------- |
| Niners Chemnitz          | 2 - 3 | Hamburg Towers   | 87 - 81 | 78 - 81 | 84 - 63 | 96 - 98 | 72 - 78 |
| MLP Academics Heidelberg | 1 - 3 | Nürnberg Falcons | 77 - 87 | 67 - 62 | 71 - 76 | 79 - 85 |         |

#### Final
| Time 1         | Soma      | Time 2           | 1º Jogo | 2º Jogo |
| -------------- | --------- | ---------------- | ------- | ------- |
| Hamburg Towers | 186 - 184 | Nürnberg Falcons | 87 - 90 | 99 - 94 |

## Promoção e rebaixamento

### Promovidos para aBBL
- Finalistas da competição: Hamburg Towers, Nürnberg Falcons

### Rebaixados para aProB
Ebbecke White Wings Hanau e Baunach Youg Pikes

## Artigos relacionados
- Bundesliga
- 2.Bundesliga ProB
- Regionalliga
- Seleção Alemã de Basquetebol